# Monti McPherson
I Monti McPherson sono un'estesa catena montuosa australiana, propaggine della Grande Catena Divisoria che inizia all'incirca a Wallangarra, nel Queensland e termina sulla costa del Pacifico. Essa forma parte dello Scenic Rim, al confine degli stati del Nuovo Galles del Sud e del Queensland.
Proseguendo a ovest della catena c'è il Parco Nazionale Main Range. Verso la costa la catena continua nel Parco Nazionale Border Ranges e altre terre formate dal vulcano Tweed.
La Divisione elettorale di McPherson ha preso il nome dalla catena montuosa.

## Geografia

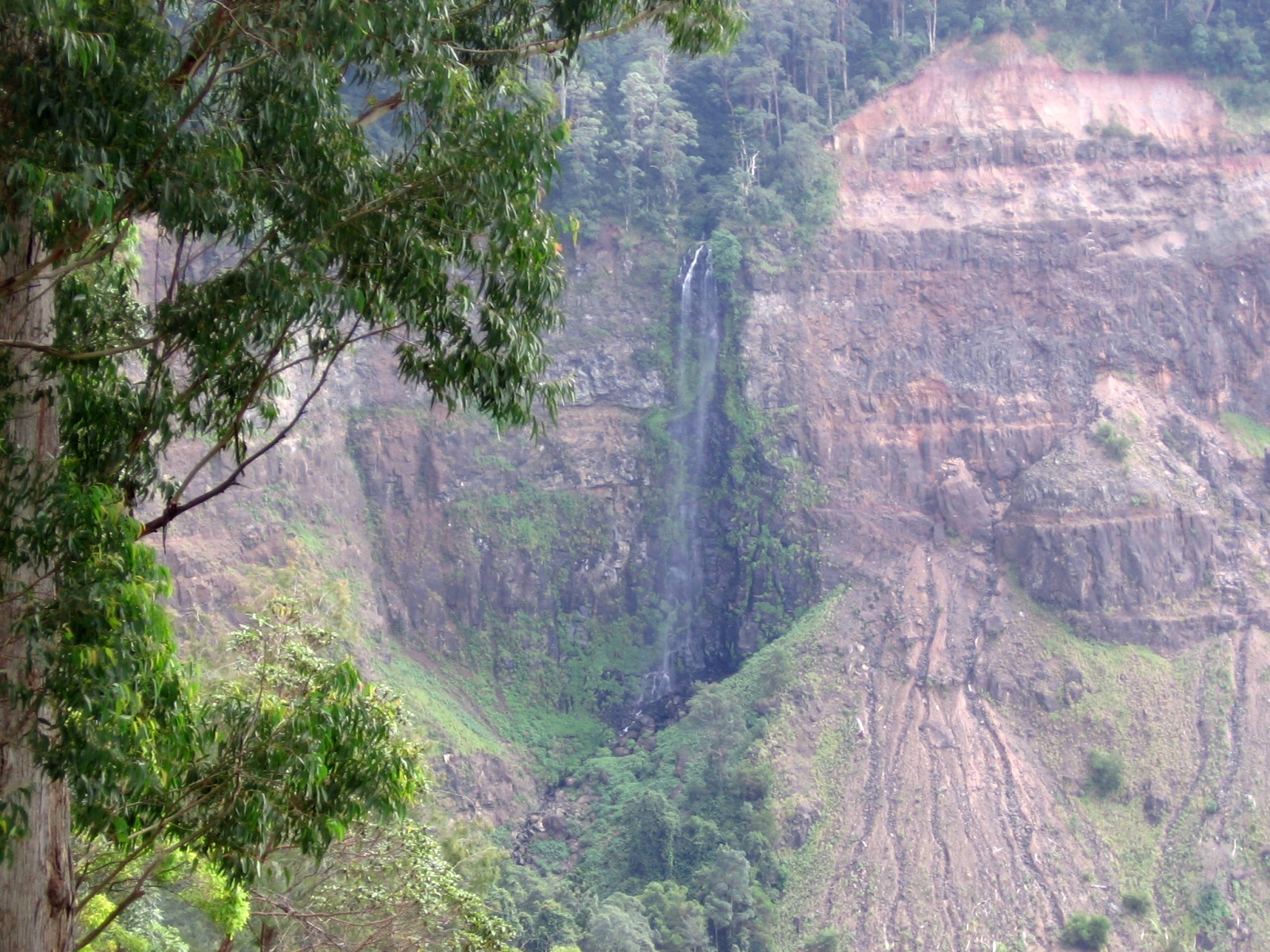
Cascate Teviot a Carneys Creek

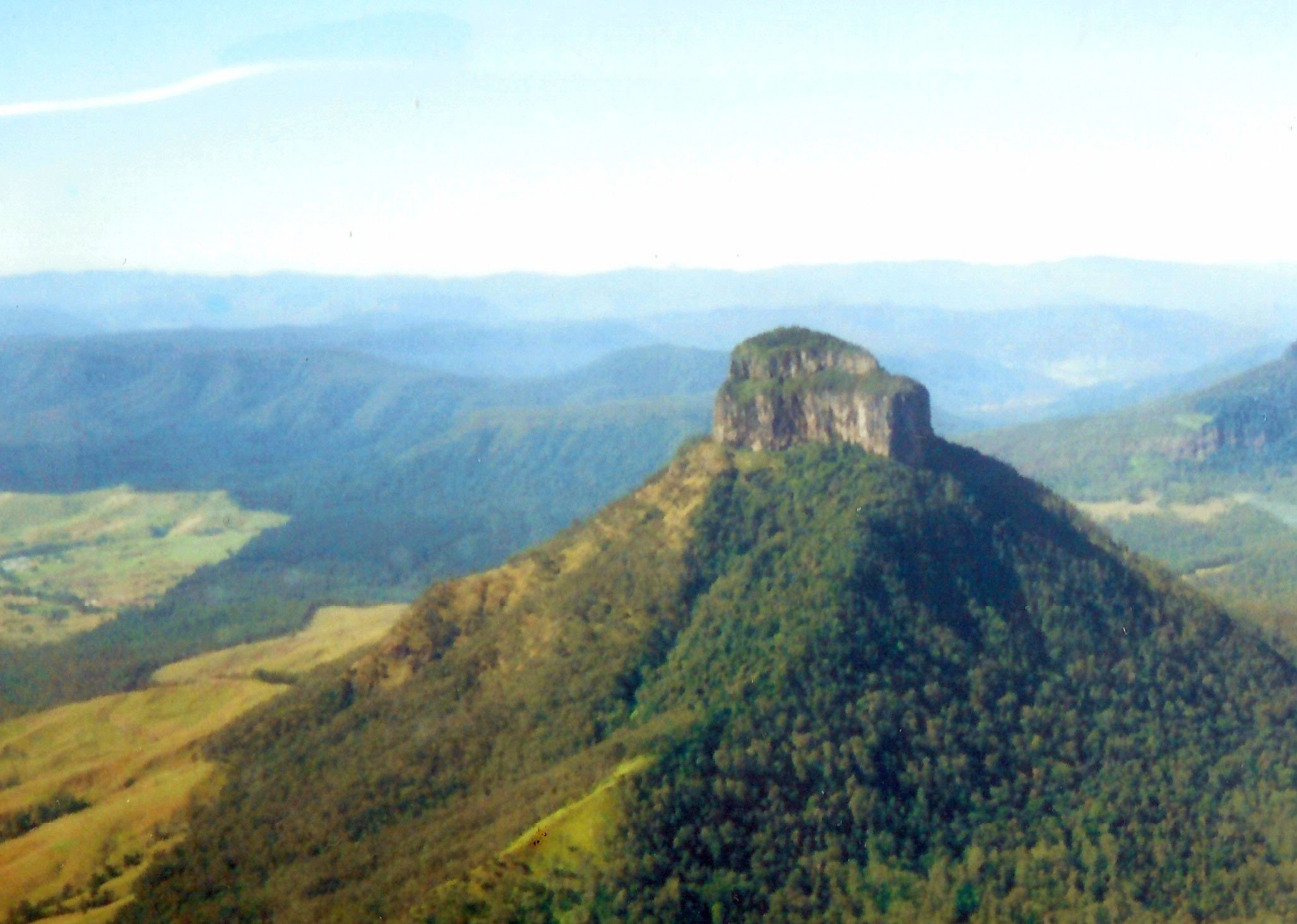
Monte Lindesay e Palen Creek

Wilsons Peak è considerata l'intersezione della Grande Catena Divisoria e la catena McPherson. Ci sono cinque cascate in questa parte della catena, tra cui Teviot Falls, Queen Mary Falls, Daggs Falls e Browns Falls. Altri monti importanti nella catena sono Monte Lindesay e Monte Barney.
La catena è una zona di grande bellezza scenografica e contiene molti parchi nazionali, tra cui il Parco Nazionale del Monte Barney, il Parco Nazionale dei confini della catena e il Parco Nazionale Lamington che tra gli altri è considerato Patrimonio dell'umanità dall'UNESCO, come le Riserve della foresta pluviale centro orientale.
Il corridoio ferroviario Sydney–Brisbane e la Lions Road passano sulla catena al Richmond Gap, come l'autostrada di Monte Lindesay e la strada Nerang-Murwillumbah. Un terzo passaggio attraverso il Teviot Gap, fornisce una via stradale tra Boonah e Killarney, vicino al Wilson's Peak.

## Storia
La catena fu esplorata per la prima volta da coloni bianchi nel 1828. Il gruppo era guidato da Allan Cunningham e da Patrick Logan, alla ricerca di una via verso la regione di Darling Downs dalla colonia penale del golfo di Moreton di recente istituzione. Logan aveva scalato il Monte Barney pensando che fosse il Monte Warning, finché raggiunse la sommità e vide che il vero Monte Warning stava più a sud. Rendendosi conto che si trovava su un'altra catena, essa fu chiamata la Catena McPherson. Logan diede il nome a Wilsons Peak e Monte Shadforth, che ora è noto come Monte Toowoonan.

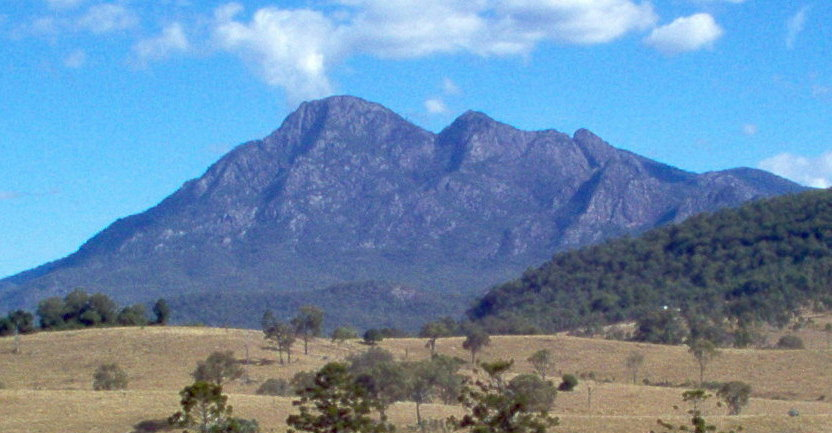
La coppia di cime di Monte Barney

La catena McPherson fu il luogo del disastro aereo del 1937 delle Aerolinee dell'Australia, accaduto a un volo tra Brisbane e Sydney nel 1937. Un agricoltore locale, Bernard O'Reilly camminò nelle fitte foreste e passò a tappeto il terreno per trovare superstiti, incontrando due emaciati e gravemente feriti nove giorni dopo l'incidente.

## Flora e fauna
La foresta pluviale subtropicale sulla catena non è mai stata danneggiata da gravi incendi boschivi (fino a quello del 2019) e contiene più di venti specie di rocce e tre di orchidee.
La Helmholtzia glaberrima è una pianta perenne trovata lungo torrenti e canali naturali sulla catena. L'estinta specie di felci Antrophyum austroqueenslandicum potrebbe ancora esistere in luoghi inesplorati della catena.
L'unico gambero d'acqua dolce Lamington colorato si è evoluto in bianco nelle valli Nuovo Galles del Sud e quello blu nella parte della catena che sta nel Queensland.
La foresta pluviale contiene importanti popolazioni di uccello rossiccio dei cespugli e il vulnerabile uccello lira minore, entrambi confinati nel sudest del Queensland e nel nordest del Nuovo Galles del Sud.